# 巻佑樹
巻 佑樹（まき ゆうき、1984年6月26日 - ）は、熊本県宇城市（旧下益城郡小川町）出身の元サッカー選手、スカウト。選手時代のポジションはフォワードで、現役引退後の2020年から、FCティアモ枚方のゼネラルマネジャーを務める。
実父はJ2ロアッソ熊本持株会理事の巻昇治、兄は元サッカー選手（フォワード）の巻誠一郎、姉はハンドボール選手の巻加理奈。

## 来歴
スポーツ一家に生まれ育ち、誠一郎とともに幼少期からサッカーとアイスホッケーを両立していた。選抜チームへの選出が増えたことから中学校1年のときにアイスホッケーは断念、以降はサッカー一筋となる。
中学卒業後、長崎県立国見高等学校に進学。サッカー部に入部するが、2年生までは試合に出ることすらできなかった。3年生で試合に出るようになったものの、DFとFWで併用されていた。なお、当時の1年先輩には徳永悠平、一年後輩には中村北斗、平山相太、兵藤慎剛らが、そして同級生には、渡邉大剛、柴崎晃誠、松橋優、園田拓也がいた。
誠一郎と同じ駒澤大学入学。当初はDFとして起用されたが、既にプロ入りしていた誠一郎のイメージを持った監督からFW転向を勧められる。それが成功し、2003年の関東大学サッカーリーグ新人王を獲得し、駒澤大学の2004年から2006年の全日本大学サッカー選手権大会3連覇の原動力となった。在学4年間全てで関東大学選抜に選出され、2005年のユニバーシアード・イズミル（トルコ）大会日本代表にも選出された。
大学時代に複数のJリーグクラブから入団のオファーを受けたが、「ヨンセンのプレーからは学ぶところが多い」と考えた末に名古屋グランパスエイトへ2007年に入団。同期には小川佳純などがいた。
2007年シーズンの入団直後の指宿キャンプ3日目、新人では唯一居残り主力組の練習に参加、得意のヘディングで楢﨑正剛相手に何度もゴールを決めた。リーグ戦では第8節柏戦で初出場。リーグ戦4試合に出場したが、得点は挙げられなかった。翌2008年シーズンのナビスコカップでは6試合すべてに出場し、3得点を挙げている。リーグでは、第27節浦和戦でリーグ初得点を挙げる。リーグ戦16試合に出場したが、リーグでの得点はこの1点に留まった。
2009年シーズンはヨンセンの移籍や、ACL出場による過密日程などの要因により出場機会が増加。特にACLではグループリーグ蔚山現代戦で1ゴール2アシストの活躍を見せた。ミロシュ・バヤリツァの長期離脱などの要因でディフェンダーが不足していたチーム状況から、本職のセンターバック不在の試合では巻のセンターバック起用も検討されていた。サイドバックの竹内彬や佐藤将也のセンターバック起用により前半戦で実際に起用される機会はなかったが、後半戦の10月25日の磐田戦ではインフルエンザにより離脱していた増川隆洋と9月30日の試合で全治6週間の怪我を負ったバヤリツァに代わり、プロ入り後初めてセンターバックで出場した。
2011年は湘南ベルマーレに期限付き移籍し、2012年より名古屋に復帰 。名古屋復帰後はチーム事情からディフェンダーとしてもプレーしている。
2012年12月に現役引退を発表。引退後は、2018年まで名古屋、2019年に京都サンガF.C.でスカウトを務めた。
2020年から、FCティアモ枚方のゼネラルマネジャーに就任。日本サッカー協会公認B級コーチライセンスの保持者で、前年にアルビレックス新潟から戦力外通告を受けていた小川を監督に招聘した。

## 兄弟対決
兄・誠一郎とはアマチュア時代に対戦経験がなく、最初の兄弟対決は2008年7月3日。この試合では、佑樹は途中交代での出場であった。両方が先発での兄弟対決は、2009年6月20日が最初。

## 人物
物静かな兄と比べ賑やかな性格で、名古屋ではムードメーカー的な役割。2010年の年始の『スポケン!』においても盛り上げや突っ込み役に徹していた。また田中マルクス闘莉王とも親しく、彼が怪我を理由にベンチから外れた同年10月の対C大阪戦では自身のユニホームの下に闘莉王のユニホームを着込み、試合終了後にはそれを披露した上で闘莉王のモノマネを行なった。
また、ハンディカメラでチームメイトや監督を撮影するなどひょうきんな一面も持っている。

## 個人成績
| 国内大会個人成績 | 国内大会個人成績 | 国内大会個人成績 | 国内大会個人成績 | 国内大会個人成績 | 国内大会個人成績 | 国内大会個人成績 | 国内大会個人成績 | 国内大会個人成績 | 国内大会個人成績 | 国内大会個人成績 | 国内大会個人成績 |
| 年度             | クラブ           | 背番号           | リーグ           | リーグ戦         | リーグ戦         | リーグ杯         | リーグ杯         | オープン杯       | オープン杯       | 期間通算         | 期間通算         |
| 年度             | クラブ           | 背番号           | リーグ           | 出場             | 得点             | 出場             | 得点             | 出場             | 得点             | 出場             | 得点             |
| 日本             | 日本             | 日本             | 日本             | リーグ戦         | リーグ戦         | リーグ杯         | リーグ杯         | 天皇杯           | 天皇杯           | 期間通算         | 期間通算         |
| ---------------- | ---------------- | ---------------- | ---------------- | ---------------- | ---------------- | ---------------- | ---------------- | ---------------- | ---------------- | ---------------- | ---------------- |
| 2002             | 国見高           | 15               | -                | -                | -                | -                | -                | 2                | 0                | 2                | 0                |
| 2003             | 駒大             | 12               | -                | -                | -                | -                | -                | 1                | 0                | 1                | 0                |
| 2004             | 駒大             | 30               | -                | -                | -                | -                | -                | 1                | 0                | 1                | 0                |
| 2007             | 名古屋           | 17               | J1               | 4                | 0                | 5                | 1                | 0                | 0                | 9                | 1                |
| 2008             | 名古屋           | 17               | J1               | 16               | 1                | 10               | 3                | 1                | 0                | 27               | 4                |
| 2009             | 名古屋           | 17               | J1               | 21               | 2                | 1                | 1                | 5                | 1                | 27               | 4                |
| 2010             | 名古屋           | 17               | J1               | 6                | 0                | 5                | 1                | 4                | 0                | 15               | 1                |
| 2011             | 湘南             | 11               | J2               | 12               | 0                | -                | -                | 1                | 1                | 13               | 1                |
| 2012             | 名古屋           | 17               | J1               | 11               | 0                | 1                | 0                | 0                | 0                | 12               | 0                |
| 通算             | 日本             | 日本             | J1               | 58               | 3                | 22               | 6                | 10               | 1                | 90               | 10               |
| 通算             | 日本             | 日本             | J2               | 12               | 0                | -                | -                | 1                | 1                | 13               | 1                |
| 通算             | 日本             | 日本             | 他               | -                | -                | -                | -                | 4                | 0                | 4                | 0                |
| 総通算           | 総通算           | 総通算           | 総通算           | 61               | 3                | 22               | 6                | 15               | 2                | 107              | 11               |

| 国際大会個人成績 | 国際大会個人成績 | 国際大会個人成績 | 国際大会個人成績 | 国際大会個人成績 |
| 年度             | クラブ           | 背番号           | 出場             | 得点             |
| AFC              | AFC              | AFC              | ACL              | ACL              |
| ---------------- | ---------------- | ---------------- | ---------------- | ---------------- |
| 2009             | 名古屋           | 17               | 5                | 1                |
| 2012             | 名古屋           | 17               | 3                | 0                |
| 通算             | AFC              | AFC              | 8                | 1                |